# Karl Lindahl
Karl Fritz Lindahl (Stockholm, 1890. szeptember 26. – Stockholm, 1960. június 29.) olimpiai bajnok svéd tornász.
Az 1920. évi nyári olimpiai játékokon indult tornában és a svéd rendszerű csapat összetettben aranyérmes lett.
Klubcsapata a KFUM GA volt.